# Institut militaire d'ingénierie
 (mars 2024).
La mise en forme du texte ne suit pas les recommandations de Wikipédia : il faut le « wikifier ».
Les points d'amélioration suivants sont les cas les plus fréquents. Le détail des points à revoir est peut-être précisé sur la page de discussion.
- Les titres sont pré-formatés par le logiciel. Ils ne sont ni en capitales, ni en gras.
- Le texte ne doit pas être écrit en capitales (les noms de famille non plus), ni en gras, ni en italique, ni en « petit »…
- Le gras n'est utilisé que pour surligner le titre de l'article dans l'introduction, une seule fois.
- L'italique est rarement utilisé : mots en langue étrangère, titres d'œuvres, noms de bateaux, etc.
- Les citations ne sont pas en italique mais en corps de texte normal. Elles sont entourées par des guillemets français : « et ».
- Les listes à puces sont à éviter, des paragraphes rédigés étant largement préférés. Les tableaux sont à réserver à la présentation de données structurées (résultats, etc.).
- Les appels de note de bas de page (petits chiffres en exposant, introduits par l'outil «  Source ») sont à placer entre la fin de phrase et le point final[comme ça].
- Les liens internes (vers d'autres articles de Wikipédia) sont à choisir avec parcimonie. Créez des liens vers des articles approfondissant le sujet. Les termes génériques sans rapport avec le sujet sont à éviter, ainsi que les répétitions de liens vers un même terme.
- Les liens externes sont à placer uniquement dans une section « Liens externes », à la fin de l'article. Ces liens sont à choisir avec parcimonie suivant les règles définies. Si un lien sert de source à l'article, son insertion dans le texte est à faire par les notes de bas de page.
- La présentation des références doit suivre les conventions bibliographiques. Il est recommandé d'utiliser les modèles {{Ouvrage}}, {{Chapitre}}, {{Article}}, {{Lien web}} et/ou {{Bibliographie}}. Le mode d'édition visuel peut mettre en forme automatiquement les références.
- Insérer une infobox (cadre d'informations à droite) n'est pas obligatoire pour parachever la mise en page.

Pour une aide détaillée, merci de consulter Aide:Wikification.
Si vous pensez que ces points ont été résolus, vous pouvez retirer ce bandeau et améliorer la mise en forme d'un autre article.
 (mars 2024).
Si vous disposez d'ouvrages ou d'articles de référence ou si vous connaissez des sites web de qualité traitant du thème abordé ici, merci de compléter l'article en donnant les références utiles à sa vérifiabilité et en les liant à la section « Notes et références ».
L'Institut militaire d'ingénierie (IME) est un établissement public d'enseignement supérieur affilié à l'armée brésilienne, proposant des programmes de premier cycle et de troisième cycle en ingénierie. Il est reconnu comme un centre d'excellence à l'échelle nationale et internationale dans les domaines de l'ingénierie et de l'enseignement. Localisé à Urca, un quartier de la zone sud de Rio, précisément à Praia Vermelha, il se trouve à proximité de la station du téléphérique du Pain de Sucre.
L'IME découle de l'Académie Royale d'Artillerie, Fortification et Dessin, fondée en 1792, considérée comme la première école d'ingénieurs des Amériques et la septième dans le monde. En 2012, l'IME a célébré son 220e anniversaire. Pendant de nombreuses décennies, l’armée était la seule institution nationale à former des ingénieurs civils. En 1874, l'École Centrale, basée à Largo São Francisco (RJ) et sous l'administration de l'Armée, est passée sous le contrôle du Secrétariat de l'Empire, donnant naissance à l'actuelle École Polytechnique de l'Université Fédérale de Rio de Janeiro (UFRJ).

## Histoire

### Avant la création de l'institut
L'enseignement du génie militaire dans la colonie brésilienne trouve ses origines avec la présence de l'ingénieur hollandais Miguel Timmermans, lors de la deuxième invasion hollandaise du Brésil entre 1648 et 1650. Engagé par la couronne portugaise, il était chargé de former des apprentis à la construction de fortifications.
En 1694, le capitaine ingénieur Gregório Gomes Henriques débarqua à Rio de Janeiro avec la mission d'instruire les commandants d'artillerie locaux. Ces derniers étaient ensuite responsables de transmettre les enseignements à leurs subordonnés chargés des fortifications.
Par la charte royale du 15 janvier 1699, le roi D. Pierre II du Portugal a officiellement établi les "cours militaires". Bien que ces cours existaient déjà de manière informelle dans plusieurs capitaineries telles que Bahia, Rio de Janeiro, Pernambuco et Belém do Pará, les nouvelles "classes" ont été les premières formations d'enseignement supérieur dans la colonie. Elles avaient pour objectif de former des artilleurs et des ingénieurs militaires, et étaient accessibles non seulement aux militaires, mais également aux civils désireux d'acquérir ces connaissances, y compris des étudiants bénéficiant de bourses d'études. Plus tard cette même année, à Rio de Janeiro, le capitaine Gregório Gomes Henriques a donné le cours inaugural sur les fortifications. Ce "cours" à Rio de Janeiro était le septième du genre dans le domaine de l'ingénierie au niveau mondial et le premier en Amérique.
À partir de 1710, les cours de fortification et d'artillerie ont été donnés dans les locaux du Fort de São Pedro à Salvador par le sergent-major ingénieur José António Caldas. Ce programme éducatif a perduré jusqu'en 1829. Parallèlement, à Recife vers 1718, des cours de mathématiques étaient dispensés aux ingénieurs.
La Charte royale du 19 août 1738 a institué à Rio de Janeiro le cours Terço de Artilharia, sous la direction du sergent-major José Fernandes Pinto Alpoim. Celui-ci est également reconnu comme l'architecte des projets du Palais des Gouverneurs à Rio de Janeiro et du Palais des Gouverneurs à Ouro Preto, Minas Gerais. La durée du programme était de cinq ans et incluait l'enseignement de la balistique et de l'ingénierie des fortifications.
En 1774, le lieutenant-colonel Antônio Joaquim de Oliveira arrive au Brésil pour diriger la chaire d'architecture militaire au sein de l'académie de Rio de Janeiro, désormais élevée au statut de capitale d'État et renommée "Cours militaire du Régiment d'artillerie". Les ingénieurs formés entre les années 1750 et 1780 enseignaient la géométrie à leurs disciples à partir de 1795.
À la fin du XVIIIe siècle, la reine D. Marie Ier du Portugal fonde l'Académie royale de fortification, d'artillerie et de design à Lisbonne en 1790. Cette initiative autorise également la création, dans la ville de Rio de Janeiro, d'une institution similaire, l'Académie royale d'artillerie, de fortification et de design en 1792. Installée initialement à la pointe du Calabouço, dans la Casa do Trem de Artilharia (actuellement le Musée Historique National), cette académie est aujourd'hui considérée comme l'origine du cursus d'ingénierie au Brésil. En effet, il ne s'agissait pas simplement d'un cours de plus, mais plutôt d'un programme complet d'une durée de six ans.

### L'Académie Royale Militaire
À la suite du transfert de la cour portugaise au Brésil (1808-1821), l'institution préexistante a été remplacée par l'Académie Royale Militaire, fondée par le Prince Régent en 1810.
Un cours d'une durée de huit ans a été proposé, avec une période de deux ans pour les officiers d'infanterie et de cavalerie, tandis que les officiers d'artillerie et de génie suivaient l'intégralité des huit ans. Le programme de ce dernier était très complet, visant à former un officier compétent non seulement en génie militaire, mais aussi en génie civil. En plus des disciplines scientifiques telles que le calcul, la chimie, l'astronomie, la physique, la minéralogie et d'autres, des matières de nature technique étaient également enseignées, couvrant des domaines tels que la topographie, les ponts, les routes, l'hydraulique, les canaux et les ports, les digues et les écluses, ainsi que le génie civil, l'architecture, les matériaux de construction, la construction et le budget des travaux.
Entre 1809 et 1812, l'enseignement du calcul intégral, de l'hydrodynamique et de la mécanique a été introduit au Brésil. Le capitaine Antônio Francisco Bastos a joué un rôle crucial en coordonnant et transmettant ces connaissances aux nouveaux ingénieurs.

### L'Académie militaire impériale
Après l'indépendance du Brésil en 1822, l'Académie a été renommée « Académie militaire impériale ». Pendant la période de la Régence, son nom a été modifié à nouveau pour devenir "Académie militaire de la Cour" en 1832. Cette période a été marquée par une désintégration de l'armée, avec une réduction des effectifs d'environ 75% et plusieurs révoltes à travers le territoire national. Bien que l'enseignement militaire n'ait pas subi de changements significatifs, il a fait l'objet d'une rationalisation avec la réduction de la durée du cours de huit à sept ans. Les étudiants qui ont réussi le programme ont obtenu une licence en mathématiques. De plus, en soutenant une thèse "sur l'un des points les plus profonds de la science mathématique" devant un jury composé de quatre membres de l'Académie, l'étudiant pouvait obtenir le titre de docteur, accompagné d'un anneau. Ce titre a plus tard, après la Guerre de la Triple Alliance, suscité des tensions entre les officiers de l'armée brésilienne, créant des distinctions entre les "tarimbeiros" et les "docteurs".
En 1840, elle a été renommée École Militaire, et à partir de 1858, elle a pris le nom d'"École Centrale", déménageant dans les installations du Fort de la Praia Vermelha.
Les ingénieurs formés à l'École Centrale comprenaient à la fois des civils et des militaires, car elle était la seule école d'ingénieurs du pays.
En 1874, l'École Centrale a été transférée au Secrétariat de l'Empire, et simultanément, l'« École Polytechnique » a été créée. Cette dernière se consacrait exclusivement à la formation d'ingénieurs civils, tandis que la formation des officiers du génie et de l'artillerie a perduré à l'École Militaire de la Praia Vermelha jusqu'en 1904, date à laquelle elle a été déplacée à Realengo. À partir de ce moment, la formation des officiers d'infanterie et de cavalerie a commencé à Porto Alegre.

### La période républicaine

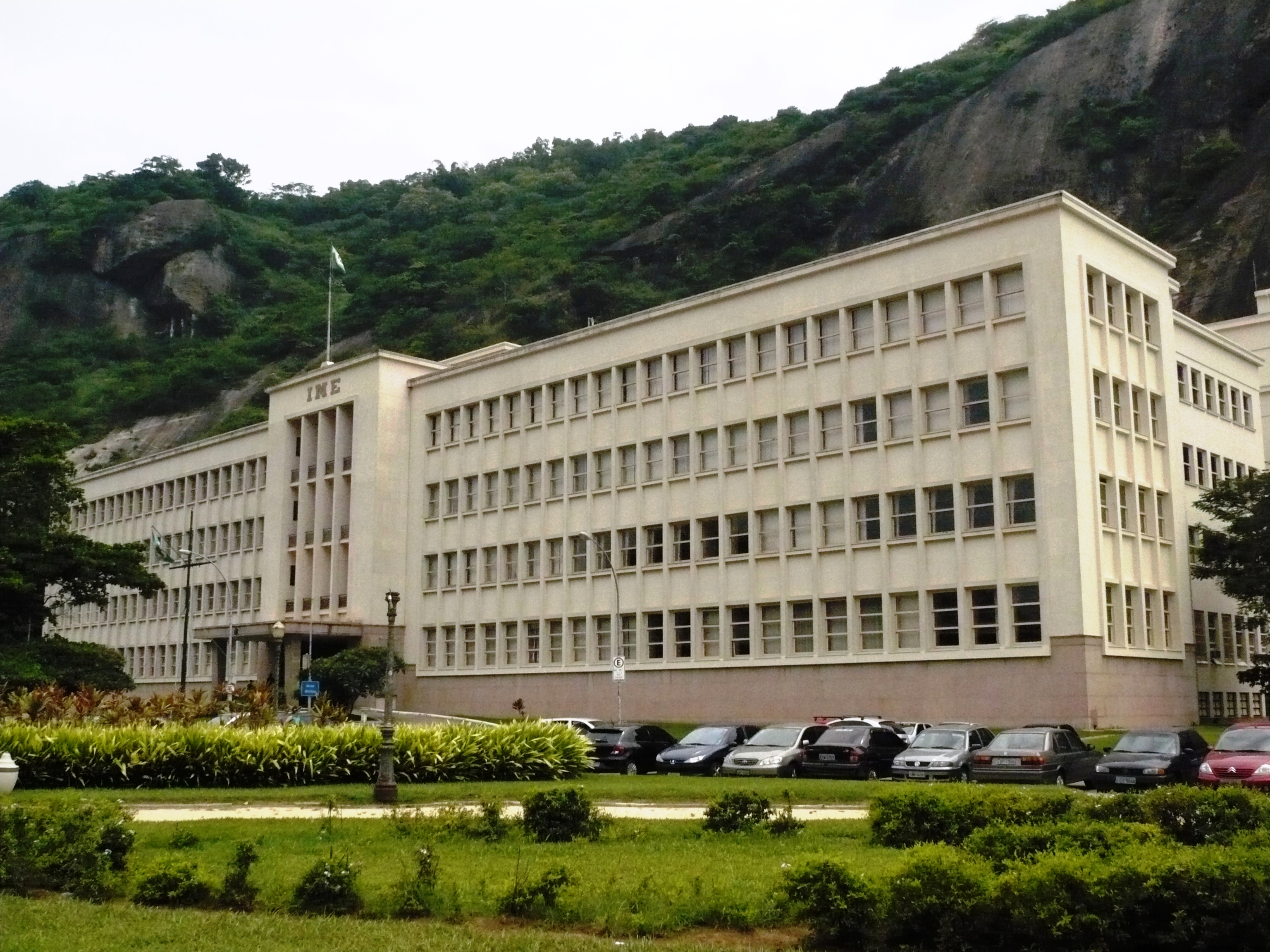
Institut militaire d'ingénierie, Rio de Janeiro.

Avec la proclamation de la République brésilienne en 1889, l'École Supérieure de Guerre et l'École d'Ingénierie Astronomique et Géographique ont été créées en 1890.
En raison des revers subis par l'armée pendant la campagne de Canudos et des désaccords entre les "tarimbeiros" - officiers manquant de compétences technico-administratives essentielles pour la campagne - et les "docteurs" - officiers dépourvus d'expérience pratique des défis sur le terrain -, le Congrès de 1897 a approuvé la « réorganisation des établissements d'enseignement militaire, avec une réduction des études théoriques et une expansion des études pratiques (...) ». La formation à l'Académie Militaire a été réduite à une durée de deux ans seulement, même pour les officiers techniques. Dans le cas des ingénieurs militaires, ils ont effectivement été transformés en « ingénieurs de combat », soit des officiers spécialisés dans les compétences nécessaires en situation de combat, tels que la construction de ponts ou de routes de campagne, mais sans bénéficier du même type de formation qu'un ingénieur civil.
Plus tard, en 1898, l'École Militaire du Brésil a été créée, regroupant les cours d'état-major général, d'ingénierie, d'artillerie et de géographie.
Le décret n° 1 348 du 12 juillet 1905 a apporté une nouvelle organisation à l'enseignement militaire en créant l'École d'Artillerie et de Génie, où sont dispensés les cours de génie et d'armement, ainsi que l'École d'État-Major, qui propose également des cours de géographie.
Plus tard, en 1913, dans le dessein d'unifier toutes les écoles de guerre et d'application, l'École Militaire de Realengo a été créée. Elle a joué un rôle majeur dans la formation des officiers de l'armée brésilienne pendant près de quarante ans.
L'année suivante, le décret n° 10 832 du 28 mars 1914 a initié une nouvelle réforme de l'enseignement militaire, avec le maintien de la formation en géographie à l'École d'État-Major.
Le décret-loi n° 5 632 du 31 décembre 1928 a établi la formation des artilleurs, des techniciens électriques, des chimistes et des ingénieurs de fortifications et de construction. Cela a conduit à la création de l'École d'Ingénierie Militaire, qui a commencé à fonctionner trois ans plus tard, en 1931, dans les installations de la Rue Barão de Mesquita, occupées plus tard par le bataillon de police militaire. Cette école est devenue l'École Technique de l'Armée en 1933, transférant ensuite ses locaux à la rue Moncorvo Filho en 1934. L'objectif de cet établissement était de former des ingénieurs plus complets que ceux formés à l'ancienne Académie Militaire.
Le nationalisme qui a caractérisé les années 1930 au Brésil a suscité la reconnaissance de la nécessité de perfectionner les officiers et les soldats. Cela s'est concrétisé par l'ouverture d'autres écoles destinées à l'enseignement technico-militaire, telles que l'École de Mécanisation Automobile et l'École d'Enseignement Côtier et d'Artillerie Anti-Aérienne.
Pendant la Seconde Guerre mondiale et sous l'influence des États-Unis, l'Institut Militaire de Technologie a été créé en 1941. Il a été installé dans le bâtiment actuel de la Praia Vermelha en 1942, marquant le début de programmes d'études, de recherche et de contrôle des matériaux pour l'industrie de l'armement.
Enfin, en 1959, l'École Technique de l'Armée a fusionné avec l'Institut Militaire de Technologie, modifiant son nom pour devenir l'Institut Militaire d'Ingénierie (IME).

## Structure
Les étudiants ayant achevé leurs études secondaires accèdent à l'IME par le biais du Concours National d'Admission aux Cours de Formation et de Graduation (CA/CFG), organisé une fois par an. Lors de leur inscription, les candidats choisissent entre deux options de carrière : la carrière d'active et la carrière de réserve. Les diplômés sont promus au grade de sous-lieutenant R/2 (réserve non rémunérée).
En plus d'ouvrir ses portes aux étudiants issus du milieu civil, l'IME accueille également des officiers diplômés de l'Académie Militaire d'Agulhas Negras (AMAN), qui réussissent le concours d'admission aux cours de premier cycle (CA/CG), ainsi que des officiers en provenance de pays alliés. Ces officiers intègrent le Cours de Premier Cycle - CG, d'une durée de 4 ans. La première année est consacrée au cursus de base, incluant des matières des deux premières années du CFG (Cours de Formation et de Graduation). Les trois années suivantes sont dédiées au cursus professionnel, rassemblant les étudiants du CFG. Des cours de troisième cycle, aux niveaux académiques de la maîtrise et du doctorat, sont également proposés, généralement suivis par des étudiants formés dans d'autres universités, avec un accès via un processus de sélection. Certains laboratoires de l'IME se distinguent tant au niveau national qu'international, étant de plus accrédités par les organismes de qualité du gouvernement brésilien, notamment les laboratoires de génie des fortifications et de la construction (SE/2) ainsi que de génie mécanique et des matériaux (SE/4).
L'Examen National de Performance des Étudiants (ENADE), qui a remplacé l'ancien Provão, a distingué l'IME en 2005 en tant que meilleure école d'ingénieurs du Brésil. L'IME s'est classé premier dans huit des neuf cours évalués, se positionnant en deuxième place dans le cours restant.

### QEM (CGM)
Chaque année, le 11 août, l'anniversaire de la Maison du Génie Militaire est célébré. Le colonel Ricardo Franco de Almeida Serra (Cel RIFO) est le patron du Conseil du Génie Militaire (QEM), composé d'officiers ayant étudié à l'IME.

### RoboIME
RoboIME est une équipe de football robotique autonome affiliée au Laboratoire de Robotique et d'Intelligence Informatique, composée principalement de membres de l'Institut Militaire d'Ingénierie, la plupart étant des étudiants de premier cycle. Cette équipe participe à des compétitions nationales et internationales dans la catégorie Small Size League. RoboIME favorise la recherche et le développement de technologies dans les domaines de la robotique et de l'intelligence artificielle. De plus, elle contribue à la formation intellectuelle des étudiants de premier cycle et de troisième cycle de l'Institut Militaire d'Ingénierie.
Palmarès
- 2011 - 2ème place au Concours Brésilien de Robotique, CBR, dans la ville de São João Del Rei/MG.
- 2012 - Concours international de robotique, RoboCup, à Mexico/Mexique.
- 2012 - 2ème place au Concours Latino-Américain de Robotique, LaRC, dans la ville de Fortaleza /CE.
- 2017 - 1ère place au Concours Latino-Américain de Robotique, LARC, dans la ville de Curitiba/PR.

### Zéfiro
Zéfiro est l'équipe d'aéroconception de l'Institut Militaire d'Ingénierie. Elle participe chaque année au concours SAE AeroDesign Brasil, qui se déroule à São José dos Campos. Ce concours évalue la conception et les performances de vol de modèles réduits d'avions conçus par des étudiants provenant de plusieurs universités nationales et internationales.

### Fondation Ricardo Franco
La Fondation Ricardo Franco (FRF) est une entité juridique de droit privé à but non lucratif, œuvrant pour le soutien de l'IME dans ses activités académiques et institutionnelles. Fondée le 4 décembre 1997, son siège est établi dans la ville de Rio de Janeiro. Annuellement, la FRF octroie des bourses d'initiation scientifique aux étudiants de l'IME.

## Voir également
- Académie de police militaire
- Académie militaire des Agulhas Negras (AMAN)
- École des sergents d'armes (ESA)
- École de formation complémentaire de l'Armée (EsFCEx)
- École préparatoire des cadets de l'Armée (EsPCEx)
- Forces armées brésiliennes